# Weißruthenische Hilfspolizei

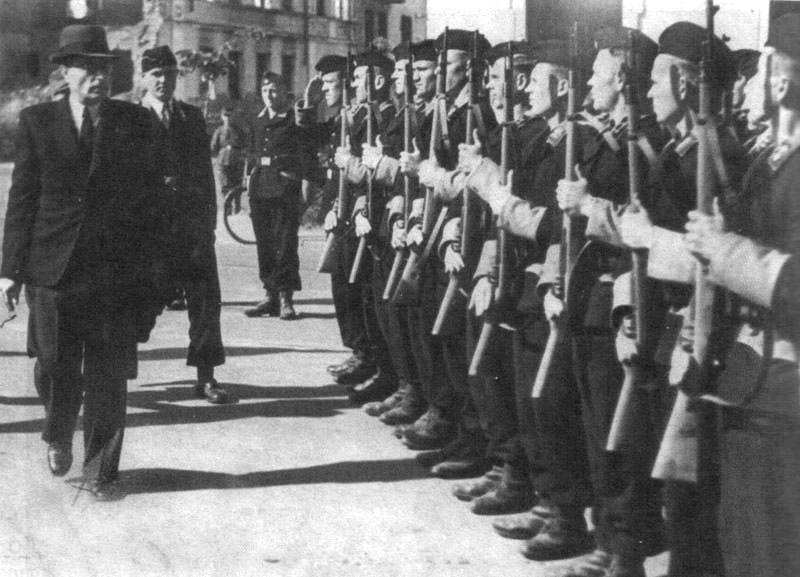
Inspektion weißruthenischer Hilfspolizisten durch Radaslau Astrouski in Minsk

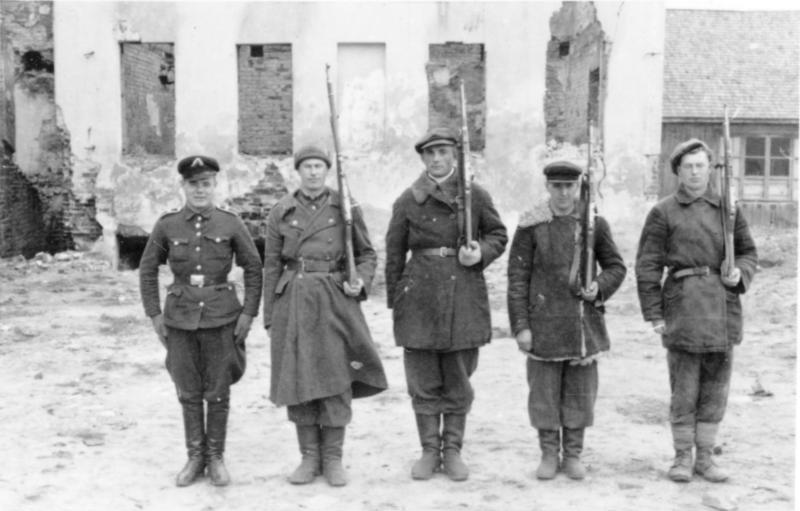
Einheimische Milizionäre in Mahiljou im März 1943

Die Weißruthenische Hilfspolizei (belarussisch Беларуская дапаможная паліцыя) war während des Zweiten Weltkriegs eine Hilfspolizei der deutschen Ordnungspolizei im besetzten Reichskommissariat Ostland.
Im Oktober 1941 betrug die Anzahl der Hilfspolizisten rund 250. Bis 1944 war sie auf 2263 Mann angestiegen.

## Geschichte
Im Gegensatz zu den besetzten Ländern in Westeuropa existierte im besetzten Belarus keine funktionierende Polizei mehr, auf welche die deutsche Besatzungsmacht für ihre Zwecke zurückgreifen konnte. Die sowjetischen Polizisten wurden evakuiert und als „Schergen des Bolschewismus“ betrachtet, und die Hilfspolizei aus Personen ohne berufliche Erfahrungen als Polizisten aufgebaut. Die Hilfspolizisten erhielten weiße Armbinden mit der Aufschrift „Hilfspolizei“ und wurden mit Knüppeln ausgestattet. Die Bewaffnung der Milizen erfolgte zum Teil relativ schnell, zum anderen dauerte es jedoch mehrere Wochen, bis zumindest einige der Hilfspolizisten in jedem Ort Gewehre oder Pistolen, meist sowjetischer Herkunft, erhalten hatten. Bis Ende August 1941 waren die Hilfspolizisten den Orts- und Feldkommandanturen unterstellt.  
Als sich ab 1943 abzeichnete, dass der NS-Staat den Krieg verlieren würde, desertierten viele einheimische Hilfspolizisten. Um die Fahnenflucht einzudämmen, töteten die Deutschen die Angehörigen der Deserteure. Vielen Schutzmännern war jedoch bewusst, dass sie für ihre Kollaboration von der Sowjetunion bestraft werden würden. Hilfspolizisten, welche es in Gebiete außerhalb der Kontrolle der Sowjetunion schafften, zogen nach dem Kriege in westliche Staaten wie die USA. Wer zurückblieb bzw. von der Roten Armee und anderen staatlichen Behörden gefasst wurde, wurde zum Tode verurteilt und hingerichtet.

## Aufgaben
Die Aufgaben der Hilfspolizei umfassten die Aufrechterhaltung der öffentlichen Ordnung, die Verhinderung und Verfolgung von Verbrechen, der Bewachung wichtiger Gebäude und das Vereiteln sämtlicher gegen die Deutschen gerichteten Aktionen. Darunter fiel auch die Entrechtung, Verfolgung und letztendlich die Ermordung der einheimischen Juden. Des Weiteren war die Hilfspolizei an der Eintreibung der von den Deutschen festgesetzten Abgaben beteiligt sowie für die Durchsetzung der Arbeitspflicht zuständig.
Zudem waren die Hilfspolizisten unter dem Namen „Schutzmannschaften“ an der Bekämpfung von Partisanen beteiligt. Das Vorgehen der Schutzmannschaften, welches meistens unter der Führung der deutschen Besatzer erfolgte, erfolgte mit hoher Brutalität. Da sich die Partisanen unerkannt unter die Bevölkerung mischten, gestaltete sich ihre Identifizierung als äußerst schwierig, was dazu führte, dass die Einsätze nicht selten zu Massakern an der gesamten oder zumindest weiten Teilen der dörflichen Bevölkerung ausfielen. Dies lag auch daran, dass neben Partisanen, auch deren Sympathisanten und Unterstützer vernichtet wurden. Beispielsweise wurden am 13. Januar 1943 im Dorf Ljadki sechzig Bewohner, die angeblich Verbindungen zu den Partisanen hatten, von fünf deutschen Gendarmen und hundert Schutzmännern ermordet. Unter den Opfern befanden sich auch Frauen und Kinder. Im März 1943 wurde neben diesem auch in zwei anderen Dörfern 91 Personen getötet und zweihundert Häuser in Brand gesteckt. Auch an der Polenaktion waren die Schutzmannschaften beteiligt. Die Hilfspolizisten verhafteten zahlreiche Personen polnischer Nationalität, von denen ein Teil in der Haft erschossen wurde.

## Verbrechen
Im März 1942 wurde das Lager Koldyczewo errichtet, welches hauptsächlich von den Schutzmannschaften geleitet wurden. Die Gefangenen waren zunächst sowjetische „Aktivisten“, wie etwa Angehörige des Komsomol, der KPdSU, Deputierte der örtlichen Sowjets und ehemalige Sowjetangestellte. Später wurden auch polnische Widerstandskämpfer, Partisanen und Juden in das Lager eingewiesen. Die Gefangenen mussten Zwangsarbeit ausführen und wurden bei kleinsten Verfehlungen, oder auch vollkommen grundlos, grausam bestraft. In einer speziellen Folterkammer wurden die Insassen mit Stromstößen gequält. Auch wurden die Gefangenen ermordet, was häufig auf Befehlen der übergeordneten SD-Stellen geschah. In manchen Fällen haben die Schutzmänner auch ohne Anweisung aus purem Sadismus die Gefangenen getötet. Bei einer versuchten Massenflucht am 1. April 1944 konnten die Hilfspolizisten 17 Frauen festhalten, denen sie die Brüste abschnitten und auf dem Boden kreuzigten.
Am 20. Oktober 1941 ermordeten Einheiten der weißruthenischen Hilfspolizei zusammen mit SS-Offizieren und Soldaten, von denen einige aus Lettland stammten, in Baryssau im Auftrag des Bürgermeisters Stanislau Stankewitsch die 7000 der 8000 in der Stadt lebenden Juden. Bei dem Massenmord mussten die noch lebenden Opfer die vor ihnen erschossenen möglichst platzsparend platzieren und mit einer dünnen Schicht Sand bedecken, bevor sie selbst erschossen wurden. Zudem wurden die Truppen angewiesen, jeweils mit einem Schuss durch zwei Personen durchzuschießen, um Munition zu sparen. Das Rote Kreuz konnte bei der Autopsie der Opfer keine Wunden an den Leichen der Kleinkinder finden, was darauf hindeutet, dass diese lebendig begraben wurden.
In mehreren Dörfern kam es zu Massenvergewaltigungen an jungen Frauen und Mädchen, die durch deutsche und ukrainische Soldaten, aber auch durch einheimische Schutzmannschaften begangen wurden.